# Cartago (Costa Rica)
Pour les articles homonymes, voir Cartago.
Cartago est une des principales villes et la capitale religieuse du Costa Rica, capitale du canton et de la province du même nom. Elle est située dans la vallée de Guarco, dans la région centrale du Costa Rica, à une altitude de 1 435 m, sur les pentes du volcan Irazú, et à 24 km au sud-est de la capitale San José.

## Géographie

### Climat
Le climat de Cartago peut être défini comme tropical humide, modifié par la hauteur et la présence des montagnes. C'est finalement un climat tempéré, influencé à la fois par les Caraïbes et par le Pacifique. Il est caractérisé par des précipitations modérées et des températures fraîches. Les précipitations sont proches de 2 000 mm par an, avec 128 jours de pluie et un seul mois sec. La température maximale moyenne est de 26 degrés Celsius et la moyenne minimale de 15 degrés.
En ce qui concerne le type et la quantité de précipitations, l'influence est nettement caribéenne. Les alizés du nord-est sont les principaux responsables de l’apport d’humidité dans la vallée. Cela permet de maintenir une végétation et des paysages toujours verts, même pendant la période la plus sèche.

### Population
Cartago est la troisième ville du Costa Rica en nombre d'habitants (après San José et Alajuela) et la deuxième agglomération du pays avec près de 300 000 habitants, dépassée uniquement par la région métropolitaine de San José, capitale de la République.
Le nom officiel de ses habitants est « cartaginés, cartaginesa », bien que le terme « cartagos » soit utilisé de manière courante pour désigner la population de la localité. La ville a deux surnoms, la Vieille Métropole, en référence à l'époque où elle était la capitale du Costa Rica, et la Ville des Brumes, en référence au brouillard qui se développe dans la région pendant une grande partie de l'année. Ce dernier surnom a donné naissance au nom populaire « brumoso, brumosa », largement utilisé pour désigner l'équipe de football de la ville et ses fans.

## Histoire
La ville de Cartago a été fondée en 1563 par le conquistador espagnol Juan Vázquez de Coronado qui déclara au roi Philippe II d'Espagne : « J'ai dessiné une ville dans cette vallée, assise près de deux rivières ; la vallée a trois lieues de longueur, de nombreuses terres pour le blé et le maïs, le climat de Valladolid, bon sol et bon ciel. J’ai appelé la ville Cartago, et cette province du même nom. »
Son nom d'origine était Santiago de Cartago, car son église était dédiée à l'apôtre Jacques. En 1572, la ville fut déplacée car son emplacement s'est révélé inondable, puis déplacée de nouveau avant 1577 à son troisième et dernier lieu.
De 1540 à 1573 environ, le territoire qui se compose aujourd’hui du Costa Rica, de la côte atlantique du Nicaragua, d’une partie du Honduras et d’une partie du territoire du Panama a été nommé province de Cartago. Le nom et les limites de cette province ont été attribués par le roi Carlos Ier d'Espagne par décret royal du 29 novembre 1540.
Cartago, l'un des premiers établissements permanents des Espagnols au Costa Rica, compta bientôt de nombreuses familles métisses. À la périphérie de son secteur occidental se forma la ville indigène de San Juan de Herrera de los Naborios, et un quartier de noirs, mulâtres et zambos, connu comme Puebla de los Pardos ou Puebla de los Ángeles, car il y avait une image de la Vierge des Anges qui en faisait un centre de pèlerinage.
Depuis sa fondation jusqu'à l'indépendance du Costa Rica en 1821, Cartago fut la résidence des gouverneurs et des principales autorités, ainsi que des familles les plus riches et les plus influentes. Cependant, son développement social et économique fut limité pendant la domination espagnole et les catastrophes naturelles continues (tremblements de terre et inondations) laissent peu ou rien de ses racines historiques anciennes.
Cartago est, jusqu'en 1823, la première capitale du Costa Rica. Mais, ayant apporté son soutien à une adhésion à l'Empire mexicain du général Iturbide, contre la coalition formée par les villes d'Alajuela et de San José, elle est destituée de son statut au profit de San José, après la victoire des indépendantistes à la bataille d'Ochomogo
Cartago a accueilli le premier tribunal international permanent, la Cour de justice d'Amérique centrale créée en 1907, qui fonctionna jusqu'en 1917.
En 1841 et 1910, de violents tremblements de terre détruisent presque entièrement le patrimoine historique de la ville.

## Culture et patrimoine
- Basilique Notre-Dame-des-Anges
- Stade José Rafael Fello Meza Ivankovich

## Personnalités liées à Cartago
- Antonio Troyo Calderón, prélat catholique.
- Manuel María de Peralta (1847-1930), diplomate et historien, né à Cartago.
- Ángela Acuña (1888-1983), militante féministe

## Jumelages
- Toluca (Mexique)
- Masaya (Nicaragua)
- Granada (Nicaragua)
- Zapopan (Mexique)
- Oaxaca de Juárez (Mexique)
- Coyuca de Catalán, Guerrero (Mexique)
- Kaohsiung (Taiwan)